# Diethelm von Buchenberg
Die Geschichte des Diethelm von Buchenberg (1852) ist ein Roman von Berthold Auerbach.
Diethelm von Buchenberg wurde 1852 erstmals im dritten Teil der Schwarzwälder Dorfgeschichten zusammen mit Brosi und Moni veröffentlicht.

## Inhalt
Die Geschichte beschreibt den Werdegang Diethelms, der aus einer armen Familie stammt – »lauter Krattenmacher und Bettelleut’« (6) –, durch Heirat aber vom Knecht zum Bauern reüssiert, ständig eingespannt zwischen den äußeren Erwartungen der Dörfler und der inneren Abhängigkeit von Ansehen, Stolz und Ehre. Auf der anderen Seite findet sich aber auch ein wohltätiges Verhalten gegenüber seinen ärmeren Verwandten, wenngleich auch dies nicht zuletzt auf den »Ruhm« (35) hin ausgeübt wird.
Schon zu Beginn charakterisiert ein Brezelverkäufer die »bescheidene Großtuerei« (43) des Diethelms, indem er feststellt, »[…] wenn der Bauer auf den Gaul käme, der mache es ärger, als die Herren.« (7). Die innere ›Dramaturgie‹ des Diethelm beschreibt sich aber erst dadurch, dass er um diese Abhängigkeit stets ein ahnendes Wissen in sich aufleuchten sieht:
»wie weit zurück lag ihm jetzt die Zeit, wo auch er stolz sein konnte, statt daß er jetzt, um sich nicht zu verraten, stolz tun mußte« (17),
das noch befördert wird durch das Beispiel des ehemaligen Bauern Reppenberger, der mit seinen Unternehmungen unterging und sich nun als eine Art Zwischenmakler auf dem Markt verdingen muss. Auf ebendiesem Markt spitzt sich dann auch für den Diethelm die Situation zu. Nach mehreren bäuerlich-geschäftlichen Fehlversuchen, nun, finanziell schon angeschlagen, sich der Schafzucht widmend, gerät Diethelm durch seine »Ehrbegierde« (50) wie das Drängen der Nachbarn zum Aufkäufer aller Wolle, statt seine eigene loszuschlagen:
»denn es ist ja gleich, was man besitzen mag, wenn nur die Menschen daran glauben: der Glaube macht selig und der Glaube macht reich.« (43)
Die »Posaune des Jüngsten Gerichts« (19), als die die Stadtzinkenisten dem ehemaligen Knecht erscheinen, kündet erstmals den dräuenden Untergang an: Für die überteuert und in zu großer Menge gekaufte Ware wurden Wechsel gezeichnet, die Kaufangebote bleiben aus, die vollen Läger müssen versichert werden.
Gerade in der Assekuranz, zu der er sich auch um der ›Ehre‹ willen, sich so etwas leisten zu können, drängen ließ, sieht Diethelm nun aber seine Chance, dem Untergang zu entgehen. Der Bauer, der seiner Umgebung nun zunehmend als »zweierlei Mensch« (27) erscheint, beschäftigt sich zunehmend mit dem Plan, sein Gut in einem selbst gelegten Feuer untergehen zu lassen und von der Erstattung neu zu beginnen. Die mit diesem Gedanken auszutragenden Konflikte beginnen sich nun zu verschärfen. Einerseits treibt es ihn »fort, immer weiter« (62) weg vom Ort seiner geplanten Tat, durch die es ihm überall »besser, sonniger und luftiger« (ibd.) erscheinen will, bekommt diese zentrifugale Tendenz erzählerisch nahezu philobate Züge, wenn man den Diethelm kurz darauf »frei in der Luft« (ibd.) hängen sieht, andererseits erwacht kurz darauf dann wieder die Liebe zu seiner Frau Martha, die ihm »Friede und Glückseligkeit« (63) allein als zuhause erreichbar erscheinen lässt. Dies verschärft sich allmählich zu einem »gewaltigen Ringen« (91) des Bauern: Schwört er noch in dem einen Moment »[…] vor sich hin, in stiller, verborgener Nacht jede Versuchung von sich abzutun […]« (80), ist er im nächsten schon bereit »[…] ein Verbrechen an der ganzen Welt zu begehen« (82), findet er sich einmal, ohne zu wissen wie, in betender Haltung auf den Knien (vgl.91, auch 93), kann er schon kurz darauf als »hartgefrorener Missetäter« (92) heimkehren. Schließlich überkommt ihn ein »Schwindel«, weiß er »nicht mehr vor- und nicht mehr rückwärts«, sieht sich über »einem Abgrund zwischen Leben und Tod« (93).
Aber schon, als die um der Ehre willen, sich dies leisten zu können, abgeschlossene Versicherung zu einem Reputationsverlust, Brand legen zu wollen, beizutragen beginnt, sieht Diethelm in logischer Umkehrung seinen Plan darin bestätigt:
»Er stand gerechtfertigt vor sich da, das Schlechteste zu tun; traute man ihm ja das Schlechteste zu […]« (89)
Die Ausführung, die durch mehrere Zufälligkeiten behindert zu werden droht, konfrontiert Diethelm schließlich mit seinem Schäfer Medard, der den Plan des Bauern erahnt (vgl.68) und zu nutzen versucht, seinen geliebten und schon in Kindertagen als »Schäferprinz« (33) phantasierten jüngeren Bruder Munde (Raimund) mit der Bauerntochter Fränzi (Franziska) zu verheiraten. Die jedoch hatte nicht nur »[…] das hoffärtige Wesen ihres Vaters geerbt« (51), war im langen kindlichen Beobachten der elterlichen Ehe zu einem »Nückel«, ein »Wesen voll Tücken und Nücken« (66), zu einem flatterhaften und wankelmütigen Wesen geworden (vgl.77), sondern konnte auch den Sinn der Eheschließung längst nur noch in der Instrumentalisierung des Partners erkennen (vgl. 9.Kap.,64-67), so dass sie den Schäfer Munde, der sich bereits in sie verliebt hatte, eher als Objekt gänglerischer Experimente, denn als angemessenen Gatten erachtet.
Der die Bauerntochter für den eigenen Bruder erwählende Medard, der den Diethelm bei den Vorbereitungen überrascht (vgl. 94), zwingt sich nun als Komplize auf, wird zum »verräterischen Genossen«, den es »aus dem Wege zu schaffen« (97) gilt. Die Brandstiftung gelingt (vg.109), bevor jedoch Diethelm die Altarkerze entzündet, die das Feuer auslösen und ihm die Abwesenheit zur Tatzeit ermöglichen soll, überwältigt er noch den ihm nicht unähnlichen Schäfer und legt ihn gefesselt auf den Speicher, dass er mit verbrenne.
Der Tat, die vor das Gericht gelangt, zwar verklagt, aber freigesprochen, bleibt Diethelm jedoch im Argwohn nicht nur der Dorfgemeinschaft, sondern auch der Frau wie der Tochter ein Brandstifter – was ihn umso mehr nun antreibt, seine Reputation wiederherzustellen. Allmählich gelangt so der durch die Versicherungssumme im Reichtum gemehrt Dastehende wieder und zu größerem Ruhm, wird zuletzt gar zum Dorfschulten erwählt, kann aber einer inneren Kälte nicht mehr entfliehen, mit der unter der Oberfläche die Tat seine Seele anzunagen scheint in Erfüllung eines Schwurs, den er einst seiner ebenfalls nicht von Verdacht gegen den Gatten freien Frau gab:
»›Musst du anzünden?‹ fragte Martha, ohne aufzuschauen, und wild auffahrend erwiderte Diethelm: ›Weib, daß du mich für so schlecht hältst, hätt’ ich doch nie geglaubt. Guck, aber nein, du traust mir ja nicht aufs Wort. Guck, mich soll die Sonn’, wie sie jetzt am Himmel steht, nie mehr bescheinen, nie mehr warm machen, wenn ich nur einen Gedanken an so was hab’‹« (70).
Doch schon kurz darauf findet sich Diethelm wieder verstrickt in einen inneren Dialog, der die Rechtfertigung der eben doch schon länger erwogenen Tat in der Ausweglosigkeit erbringen soll:
»Und wenn man sich nicht anders zu helfen weiß und alles verbrennen muß […] dann drückt man die Augen zu und tut’s« (72)
Auch seine Frau, ebenfalls nicht frei von Verdacht gegen den Gatten (vgl. 70), die vor Gericht einen falschen Eid ablegte, den Gatten zu schützen, leidet anfänglich an einer Verkümmerung ihrer Schwurhand, erhält aber Hilfe vom alten »Schäferle«, dem Vater des ermordeten Medard – der als einziger bis zu seinem Tod an der Schuld des Diethelm festhält.
Die anfängliche Vorsicht des Diethelm wandelt sich über die Versuche, seinen guten Ruf zu erneuern, schnell in die Verachtung derer, die nicht hinter seine Fassade zu blicken vermögen:
»Neun Zehntel der Menschen sind nichts als Hunde und Papageien, sie reden und tun, wie man’s sie anlernt, und schwören dann Stein und Bein, daß das aus ihnen selber käm’« (149),
erkennt aber auch die durch die Tat herbeigeführte innere Zwangssituation:
»Diethelm fühlte […] wie das Verbrechen keinen reinen Fleck an dem Menschen läßt« (151)
Der weiterhin von Diethelm betriebene Versuch, Fränz mit Munde zu verehelichen, führt zur Verlobung beider, scheitert dann schließlich aber nicht nur an dem Hochmut der Tochter, sondern auch deren Überzeugung von der Schuld des Vaters (vgl. 156), die diese gegen Diethelm auch auszuspielen bereit ist. So wird Munde, mit dem die Verlobung kurz darauf wieder gelöst wird, zum Mitwisser zumindest des töchterlichen Argwohns.
Diethelm selbst aber gerät zunehmend in den Strudel nicht nur der Tat, sondern auch seines eigenen zwiespältigen Wesens, das ihm die nach dem Freispruch erlangte Ehre schnell sauer werden lässt:
»Diethelm saß […] in der oberen Stube und hielt beide Hände vors Gesicht, die Augen brannten ihm, aber weinen konnte er nicht. [Er] […] konnte den Gedanken nicht loswerden, daß das ein Leichenbegräbnis wäre, sein eigenes, er war scheintot, und er konnte nicht aufschreien: ihr begrabt einen Mann der lebt, nein, ihr begrüßt unter den Lebenden einen Toten. Hirnverwirrend drang es auf ihn ein, und er meinte, er sei wahnsinnig, er hätte gerne gesprochen […]« (167f.)
Aber auch, wenn zur Kälte noch ein unruhiger Schlaf sich gesellt (vgl. 172), soll es noch dauern, bis Diethelm sprechen wird. Noch sind eine Kurreise und weitere höhere Ehren, wie die Beachtung durch eine Fürstin wie auch das Freien eines Assessors um die Tochter zu bestehen. Zuletzt dann wird der einstige Knecht und »Mordbrenner« sogar zum Schöffen des neu eingerichteten Schwurgerichtes ernannt. Erst jetzt zeigt sich auch, dass »der erstickte Argwohn in den Gemütern […] der Flamme in einem niedergebrannten Hause [glich], die immer wieder aufschlägt, sobald man einen Balken weghebt« (222) und die Leute sehr wohl seiner Tat eingedenk blieben.
Auch wenn Diethelm nun, auf der Schöffenbank, wieder zu beten beginnt (vgl. 227), ist ihm die Pflicht, in jenem Gericht anwesend zu sein, in dem er einst einer Tat beklagt wurde, der er auch schuldig war, zunehmende Pein. Nur »gewaltsam« noch vermag er »seinen alten Stolz« (233) wieder hervorzuholen. Schließlich ist, kurz nach dem Tod der Martha, die bis zuletzt dem Diethelm auch darin die Treue gehalten zu haben scheint, seine Unschuld fest anzunehmen, ein Prozess anhängig gegen ebenjenen Reppenberger, der schon eingangs der Geschichte als gefallene Gestalt vorgestellt wurde.
Reppenberger, angeklagt nun gerade als Brandstifter, treibt dem Diethelm die Erinnerungen an seine Tat wieder in das Gedächtnis. Als zuletzt noch Munde im Gerichtssaal erscheint, dessen Stimme schon zuvor den »Klang der Bruderstimme« (173) zu Diethelms Entsetzen zeigte, der nun aber auch seines Bruders Kleider trägt, wird Diethelm von dieser Erscheinung überwältigt und legt noch von der Schöffenbank aus sein Geständnis ab. Diethelm von Buchenberg wird zu lebenslanger Haft abgeurteilt und findet so wieder zu einem ›einfachen‹ Leben, wie er es als Knecht führte, zurück. Dünkel und Hochmut aber leben in der Tochter Fränz, die aber dann doch ihr Erbe, das sie noch gegen die Ansprüche der Versicherung sich erhielt, dem Schweizer Kloster Einsiedeln stiftet, indem sie in Buchenberg einen Jungfrauenbund gründet.
Das Werk, das Karl Gutzkow »Ein Meisterstück, musterhaft in Anlage und Ausführung« (254) nannte, ist eines der schwärzesten und in der psychologischen Darbietung der Pathologie des Diethelm auch ungewöhnlichsten des heimatverbundenen Genres. Auerbach selbst schrieb an Gottfried Keller, er sei »[…] mit dem Grundsatze einverstanden, daß wir die Dinge des Lebens zu einer logischen u. psychologischen Consequenz führen, die sie in der baren Wirklichkeit nicht haben. Das ist unser Idealismus und, wie ich glaube, der rechte.« (28. Juni 1860)
zitiert nach: Berthold Auerbach, Diethelm von Buchenberg. Eine Schwarzwälder Dorfgeschichte; hg. v. Gerhard Rostin, Berlin 1964

## Ausgaben
- Auerbach, Berthold: Die Geschichte des Diethelm von Buchenberg. In: Deutscher Novellenschatz. Hrsg. von Paul Heyse und Hermann Kurz. Bd. 7. 2. Aufl. Berlin, [1910], S. 45–268. In: Weitin, Thomas (Hrsg.): Volldigitalisiertes Korpus. Der Deutsche Novellenschatz. Darmstadt/Konstanz, 2016. (Digitalisat und Volltext im Deutschen Textarchiv)